# La obscena señora D
La obscena señora D (título original portugués: A obscena senhora D) es una novela de la escritora brasileña Hilda Hilst. Fue publicada en 1982 y, junto a El cuaderno rosa de Lori Lamby (1990), Cuentos de escarnio - Textos grotescos (1990), y Cartas de un seductor (1991), forma parte de una tetralogía que la crítica ha bautizado como el ciclo obsceno de la narrativa de Hilst.

## Argumento
La obscena señora D cuenta la historia de Hillé o Señora D, que decide vivir en un hueco bajo las escaleras de su casa. Allí, Hillé confronta su relación con Dios, su cuerpo, su muerte inminente, la sociedad a la que pertenece y la dependencia de su identidad con el lenguaje. Esta obra no tiene argumento, regresa una y otra vez al mismo punto de partida narrativo. A través del texto, el tiempo cambia y se disuelve constantemente, haciendo imposible algún sentido de estabilidad temporal. Respecto al espacio, cuando Hillé menciona algún detalle espacial, una marca específica, el lector puede momentáneamente orientarse. También interesa la cuestión de la voz, la voz de Hillé, o sus voces, sus evocaciones de Ehud, su esposo, así como el coro de vecinos que interrumpen el flujo de conciencia de Hillé.

## Análisis
Bruno Carvalho afirma que, aunque no se explicite la situación política en la obra, el uso del lenguaje de forma experimental puede ser entendida dentro de las posibilidades de lo que inaugura el régimen militar en Brasil. De esta forma, Hillé enfrenta sus limitaciones humanas, su existencia corporal a través del lenguaje. Con La obscena Señora D, Hilst comenzó una serie de trabajos que ampliarían los límites del gusto, la forma, la representación y el lenguaje. De esta fase de su trabajo comenta en 1990 que le estaba diciendo adiós a la literatura seria. Esta obra, fantástica y subida de tono, falta de trama y a menudo falta de una homogeneización de la conciencia y la voz, está llena de cambios narrativos.
Según Maximiliano Crespi, este monólogo no consigue rayar los tópicos del porno soft, pero lo más notable queda en su forma, la sintaxis, la puntuación y la variedad de tonos y registros que hacen de la obra una poética de la promiscuidad. La obscena señora D puede ser interpretada a través de las categorías de lo sublime y lo grotesco, quedando reflejado en un personaje multifacético, contradictorio, interlocutor y por tanto, no exclusivista. El monólogo del personaje actúa como un flujo de conciencia que agrega múltiples hablas, invenciones y neologismos. Se trataría de un laboratorio de referencias religiosas, científicas, filosóficas, lingüísticas y literarias. La infinitud se presenta como incomprensible, como extensión de la trascendencia, de esta manera en palabras de Hilst “la vida se trata de sentir el cuerpo, las vísceras, respirar, ver, pero nunca comprender”. La angustia del personaje se sitúa en que Dios no puede ser comprendido, lo que promueve un flujo agónico cada vez mayor.
Susan Canty, por otro lado, señala que este texto, a través del concepto de lenguaje, habla sobre la condición femenina ya que mujeres de todos los lugares del mundo pueden encontrarse en las palabras de Hillé. En esta línea de pensamiento Alex Estes afirma que en el libro Hilst no solo rompe todas las reglas formales de la ficción, sino que deconstruye el poder del patriarcado al mismo tiempo que aproxima el texto a la cuestión del cuerpo femenino. El ímpetu de este diálogo con su esposo Ehud es que Hillé empieza a tener miedo de su propia muerte y comienza a saldar cuentas. El tono es el de una inquisición reflexiva, una serie de cuestionamientos, una búsqueda de respuestas que no llegan a existir. Alex señala que el libro, saturado de preguntas, es en sí mismo una especie de respuesta a una de las cuestiones que marcó la crítica feminista de su contemporaneidad:  ¿Qué es un texto feminista y cómo está escrito? Estes señala que la respuesta está en la obra y se presenta a través del lenguaje. Hilst inventa un lenguaje para sí misma y se sumerge en él.
Según Susan Canty, el uso de la palabra obscena se convierte en metáfora de lo político situándose en esta realidad plural. Todo es obsceno porque la obscenidad es la palabra más poderosa que la autora tiene a su disposición para enfatizar la imposibilidad de llegar a conocer al otro. El cuerpo puede ser entendido como lenguaje en este contexto. El problema referente a la interpretación hermenéutica de la dicotomía cuerpo/lenguaje reposa sobre la aparente incapacidad de la autora para expresar exactamente lo que quiere decir. El lenguaje dado es insuficiente. Por tanto, Hilst recurre al elemento erótico, entendido como fenómeno cultural, en una tentativa de trascender los límites de la existencia. Hilst compone un diálogo entre continuidad y discontinuidad como base de su experiencia erótica que apenas puede traducir la dialéctica entre la vida y la muerte, porque el erotismo nos dirige a la muerte, exactamente cuando lo que buscamos es perpetuar la vida, permanecer, continuar, prolongar indefinidamente el instante fugaz de gozo.
Respecto a la temática de la muerte, Christiane Craig señala que Hilst dedicó La obscena señora D al filósofo americano Ernest Becker, por quien sentía gran admiración. Su trabajo La negación de la muerte toca un tema recurrente en la obra de Hilst: la fuente de todo sufrimiento humano viene del hecho de que el hombre es mitad animal, mitad simbólico, habitando tanto un mundo físico como un mundo interno simbólico lleno de significados. Esta situación le atormenta por el conocimiento abstracto de su propia muerte. 
John Keene señala que la protagonista, Hillé, es lo contrario del platonismo que separa el cuerpo hacia la búsqueda de la pureza y belleza de los dioses. También contrario a la renuncia de uno mismo de los mártires cristianos o la humillación de Simone Weil. En su lugar, el método de Hillé es más cercano quizá al Justine de Sade o a la Clarice Lispector de La pasión según G. H. Se trata del abandono de la sociabilidad en todas sus formas, abandono de Ehud y de su matrimonio, abandono de sí misma. Abandono, incluso, del lector. Su abandono y el conocimiento que produce, o al menos que trata de generar, se convierte en nuestro. No se trata de nihilismo como habitualmente se entiende, sino como la base que permite la auto construcción. Para Hillé se trata de una lucha por principios universales, un acercamiento fenomenológico en el que cada aspecto del mundo, cada sentido, está dirigido y reducido a su punto límite. Incluso el lenguaje al que ella misma interroga en busca de sentido, es evacuado, dejando solo ausencias que tratará de desarmar y armar a lo largo de su existencia. Para resolver esta crisis de conocimiento Hillé es capaz de perder todo y a todos, incluida ella misma. El conocimiento reposa en su propio cuerpo, pero su cuerpo reducido a nada para ser rehecho, renombrado por ella misma.

## Traducciones al español
- La Obscena Señora D - Buenos Aires: Cuenco de Plata, 2014

### Otros artículos
- Cartas de un seductor
- Do desejo
- El cuaderno rosa de Lori Lamby
- Hilda Hilst

- Datos: Q54849890